# Gustavo Urrutia González
Gustavo Urrutia González (1890-1959) fue un militar español.

## Biografía
Militar profesional, pertenecía al arma de caballería. En julio de 1936 se encontraba destinado en el regimiento de caballería «Castillejos» n.º 9, con el grado de teniente coronel, ocupando el puesto de segundo jefe de la unidad. Implicado en la conspiración militar contra la República, tras el comienzo del golpe de Estado se unió a la sublevación. Con posterioridad al estallido de la Guerra civil, Urrutia se adjudicaría el papel de auténtico «hombre fuerte» en la sublevación del regimiento.
Se puso al frente de una columna compuesta por seiscientos requetés navarros, con la que se dirigió a Huesca para aliviar el sitio republicano sobre la ciudad. Urrutia llegó a mandar uno de los sectores franquistas del Frente de Aragón. Posteriormente fue nombrado comandante de la 51.ª División, que cubría el frente de Huesca, interviniendo en el auxilio del asedio de Huesca. Más adelante acudiría con sus fuerzas al frente de Jaca para reforzar las defensas franquistas en este sector frente a la ofensiva republicana. En la primavera de 1938, Urrutia intervino con su unidad en la ruptura del frente de Aragón, y a finales de año participaría en la ofensiva de Cataluña.
Tras el final de la contienda fue nombrado comandante de la División de Caballería y posteriormente capitán general de la III Región Militar.